# Ушакова (Тобольский район)
Ушакова — деревня в Тобольском районе Тюменской области России. Входит в состав Дегтяревского сельского поселения.

## История
Основание деревни можно отнести ко второй половине XVII века.
По поводу названия деревни. В «Толковом словаре живого великорусского языка» В.И. Даля есть слово «ушак». Ушак – подкосок, пасынок, подпорка у столба. В тюркских языках слово «ушак» имеет несколько значений: «молодой человек», «мальчик», «человек невысокого роста», «мелочный человек», «молодой слуга».
Путешествующий от Тобольска до Тюмени в 1741 г. историк Герард Миллер отмечал: «Деревня Ушакова, на восточном берегу, в трех верстах от Дехтеревой. Имеет 17 дворов».
По данным 3 ревизии, в 1763 г. в деревне Ушаковой отмечены 27 дворов.
Деревня входила в приход Худяковской церкви.
В 1868 г. в деревне Ушаковой Карачинской волости находилось 47 дворов, проживал 241 человек (113 м., 128 ж.).
В 1904 г. в деревне 52 двора, торговая лавка, сельское управление, проживало 302 человека (142 м., 160 ж.).
В 1912 г. в д. Ушаковой отмечены 46 дворов, 2 чайные лавки, 266 жителей (128 м., 138 ж.).
В 1917 г. в деревне Ушаковой 44 двора, проживало 356 жителей (148 м., 208 ж.)
В 1928 г. в д. Ушаковой Тоболтуринского сельсовета было 72 двора, проживал 351 житель (163 м., 188 ж.). 

## География
Деревня находится в северной части Тюменской области, в пределах Западно-Сибирской равнины, на правом берегу реки Тобол, на расстоянии примерно 31 километра (по прямой) к юго-востоку от города Тобольска, административного центра района.
Климат
Климат характеризуется как резко континентальный, с длительной морозной зимой и коротким тёплым летом. Средняя многолетняя температура самого холодного месяца (января) составляет −18,6 °С (абсолютный минимум — −49 °С), температура самого тёплого (июля) — 17,6 °С (абсолютный максимум — 38 °С). Безморозный период длится в течение 111 дней. Среднегодовое количество осадков — 200—427 мм, из которых около 70 % приходится на период с мая по сентябрь. Снежный покров держится в среднем 156 дней.
Часовой пояс
Деревня Ушакова, как и вся Тюменская область, находится в часовой зоне МСК+2. Смещение применяемого времени относительно UTC составляет +5:00.

## Население
| 2010 |
| ---- |
| 66   |

Половой состав
По данным Всероссийской переписи населения 2010 года в гендерной структуре населения мужчины составляли 43,9 %, женщины — соответственно 56,1 %.
Национальный состав
Согласно результатам переписи 2002 года, в национальной структуре населения русские составляли 65 % из 86 чел.